# Peter Cook (actor)
Peter Edward Cook (Torquay, Inglaterra; 17 de noviembre de 1937-Londres, Inglaterra; 9 de enero de 1995) fue un actor, humorista y guionista británico. Figura influyente de la comedia británica, es visto como la cabeza visible del movimiento de sátira británica de la década de 1960. A Cook se le asocia con la comedia anticonvencional que surgió en Gran Bretaña y en los Estados Unidos a finales de la década de 1950. En una encuesta realizada en 2005, entre cómicos, guionistas, directores y productores del Reino Unido y los Estados Unidos, para Channel 4, Cook fue votado el «cómico más grande de todos los tiempos» y el «cómico con más talento del mundo».

## Biografía
Fue el mayor de los tres hijos de Alexander Edward (Alec) Cook (1906-1984) y Ethel Catherine Margaret Mayo (1908-1994). Estudió en el Radley College y el Pembroke College (Cambridge), donde estudió francés y alemán. Quería hacer la carrera diplomática, pero Gran Bretaña «se había quedado sin colonias», como él afirmaba. Aunque era bastante apático desde el punto de vista político, se hizo miembro del Club Liberal de la Universidad de Cambridge. Fue en Pembroke donde empezó a interpretar y escribir números cómicos como miembro de  Footlights, uno de los clubes de teatro de la universidad, y del cual fue presidente en 1960. Su héroe entonces era el escritor y compañero en el Footlights, David Nobbs.
Estando en la universidad, escribió para Kenneth Williams, para quien creó la revista representada en el West End londinense, One Over the Eight. Posteriormente Cook fue destacando por mérito propio, actuando en un show teatral de carácter satírico, Beyond the Fringe, en el cual estaba acompañado por Jonathan Miller, Alan Bennett y Dudley Moore. El show fue un éxito en Londres, tras haber sido antes representado en el Festival de Edimburgo, y en el mismo Cook encarnaba al primer ministro, Harold Macmillan. Esta era una de las primeras ocasiones en que se había intentado representar en un teatro una sátira política, y escandalizó al público.

### Década de 1960
En 1961 inauguró el club The Establishment en el Londres, un local únicamente para miembros, y en el que presentó a comediantes como el estadounidense Lenny Bruce. Cook entabló amistad y dio apoyo al humorista y actor australiano Barry Humphries, que empezó su carrera británica en solitario en el club de Cook. En el sótano del local tocó, durante varios de los primeros años sesenta, el trío de jazz de Dudley Moore.
En 1962 la BBC aprobó la producción de un episodio piloto para una serie televisiva de números humorísticos basada en las representaciones del The Establishment, pero no fue aceptado de inmediato, y Cook viajó a Nueva York para actuar durante un año con Beyond The Fringe en locales del circuito de Broadway. A su vuelta, se encontró con que el piloto se había rediseñado como That Was The Week That Was, y que había supuesto el salto a la fama de David Frost, lo cual ofendió a Cook. 
Cook se casó en 1963 con Wendy Snowden, con la que tuvo dos hijas, Lucy y Daisy. Se divorciaron en 1970. 
Cook contribuyó a la expansión de la comedia televisiva trabajando con Eleanor Bron, John Bird, y John Fortune. Su primer espacio televisivo de carácter regular tuvo lugar en el programa de Granada Television Braden Beat, con Bernard Braden, show en el que encarnaba a su personaje más perdurable: el arisco y monótono E. L. Wisty, el cual había concebido Cook para la Marionette Society del Radley College. 
Su dúo cómico con Dudley Moore le llevó a participar en Not Only... But Also. El programa fue pensado por la BBC para mostrar la música de Moore, pero éste invitó a Cook a escribir sketches y a actuar con él. Usando muy poco apoyo, crearon una producción de tipo absurdo que se mantuvo en antena durante tres temporadas. Cook interpretaba a personajes como Sir Arthur Streeb-Greebling, y con Moore hacían la pareja de Pete y Dud, y en algunos números se satirizaba sobre otras producciones, como fue el caso de los shows de marionetas de Gerry Anderson. A principios de la década de 1970, y siguiendo una práctica común en la época, la BBC borró la mayor parte de las cintas de la serie.
En 1968 Cook y Moore pasaron brevemente a la cadena Associated Television (ATV) para trabajar en cuatro programas de una hora de duración titulados Goodbye Again, basados en los personajes Pete y Dud. Ignoraban las sugerencias del director y del reparto y, sin interés por el show y con problemas con el alcohol, Cook acabó haciendo un guion confuso, forzando a que Moore improvisara. El programa no tuvo un gran éxito, siendo suspendido a causa de una huelga. Uno de los miembros del reparto era John Cleese.
Cook y Moore también actuaron juntos en el cine, empezando con The Wrong Box en 1966. Bedazzled (1967), film visto hoy en día como un clásico, no fue un éxito financiero. Dirigido por Stanley Donen, la historia se debe a Cook y Moore, y el guion a Cook, y trata sobre el mito de Fausto en clave de humor. En la película trabajaban Eleanor Bron, Barry Humphries y Raquel Welch.

### Década de 1970
En 1970 Cook se hizo cargo de un proyecto iniciado por David Frost para un film satírico acerca de un encuestador político que llega a ser presidente del Reino Unido. La cinta, The Rise and Rise of Michael Rimmer, no tuvo éxito, aunque en el reparto había notables actores.
Cook se convirtió en un favorito de los talk shows, pero un programa presentado por él mismo en 1971, Where Do I Sit?, fue catalogado por la crítica como una decepción. Tras dos episodios, fue reemplazado por Michael Parkinson, que así iniciaba su carrera como presentador de talk shows. 
Entre otras actividades, Cook dio apoyo financiero a la revista Private Eye, particularmente en juicios por difamación. Cook invirtió su propio dinero y pidió a sus amistades que invirtieran. Durante un tiempo la revista se editó siguiendo las premisas de The Establishment. 
En 1972 Cook hizo una gira por Australia con la revista Behind the Fridge, antes de representarla en Nueva York en 1973 con el título de Good Evening. Con frecuencia Cook tenía problemas interpretativos a causa del alcohol. Good Evening ganó un Premio Tony y un Grammy. Cuando finalizaron las representaciones, Moore decidió permanecer en los Estados Unidos, finalizando así su asociación con Cook, volviendo éste a Inglaterra y casándose en 1973 con Judy Huxtable.  
Más adelante el humor subido de tono de Pete y Dud apareció en soporte discográfico con el título de Derek and Clive. La primera grabación se inició para aliviar el aburrimiento de Cook durante la representación de Good Evening en Boradway, y utilizaba material concebido años antes para los dos personajes, pero considerado demasiado escandaloso.
En 1978 Cook actuó en la serie televisiva Revolver, y en 1979 grabó segmentos humorísticos para el grupo Sparks en las caras B de sus singles "Number One In Heaven" y "Tryouts For The Human Race". 

### Actuaciones para Amnistía Internacional
Cook actuó en las primeras tres galas presentadas por los humoristas John Cleese y Martin Lewis a beneficio de Amnistía Internacional. Las galas fueron llamadas The Secret Policeman's Balls, aunque ese título no se utilizó hasta la tercera de ellas. Participó en las tres noches del primer show en abril de 1976, A Poke in the Eye (with a Sharp Stick), como artista individual y como miembro del reparto de Beyond The Fringe, que se reunió por vez primera desde los años sesenta. También participó en un número de Monty Python reemplazando a Eric Idle. Cook formó parte del reparto del álbum del show y del film Pleasure At Her Majesty's. En mayo de 1977 intervino en la segunda gala de Amnistía, An Evening Without Sir Bernard Miles, que se retituló The Mermaid Frolics para el disco y el especial televisivo, y en la que actuó junto a Terry Jones.
En junio de 1979 Cook actuó las cuatro noches del evento The Secret Policeman's Ball en equipo con John Cleese. Cook hizo un par de números en solitario y un sketch con Eleanor Bron. También lideró el número final, "End Of The World".
Aunque incapaz de tomar parte de la gala de 1981, Cook narró la secuencia de inicio del film de 1982 basado en el show. Junto a Lewis, escribió y dio voz a comerciales radiofónicos sobre el film en el Reino Unido. También presentó una parodia de ceremonia de premios que formó parte del estreno mundial de la película en Londres en marzo de 1982.
Tras el reencuentro con Moore en 1987 con motivo de la gala teatral estadounidense en beneficio de los sin techo, Comic Relief, Cook repitió el encuentro para el público británico actuando con Moore en la gala de 1989 de Amnistía The Secret Policeman's Biggest Ball.

### DiscoConsequences
Cook hizo múltiples papeles en el álbum conceptual de 1977 Consequences, escrito y producido por los antiguos componentes del grupo musical 10cc Kevin Godley y Lol Creme. Una mezcla de comedia hablada y rock progresivo con un subtexto ambiental, Consequences comenzó como un sencillo que Godley y Creme planeaban llevar a cabo para hacer una demostración de una invención suya, un efecto de guitarra eléctrica llamado The Gizmo, que habían ideado en 10cc. El proyecto acabó con un triple LP. La sección de comedia estaba planificada para ser interpretada por un reparto en él estarían Spike Milligan y Peter Ustinov, pero Godley y Creme decidieron que interpretara la mayoría de los papeles Cook. 
Estrenado en una época en que el punk arrasaba en el Reino Unido, el álbum fue un fracaso comercial y cosechó muy malas críticas.

### Década de 1980
En 1980, espoleado por el estatus de Moore como estrella cinematográfica, Cook se mudó a Hollywood y actuó en el papel del mayordomo inglés de una rica americana en la sitcom estadounidense The Two of Us, haciendo además varios cameos en un par de películas mediocres. En 1980 Cook protagonizó el especial de London Weekend Television Peter Cook & Co.. El show incluía sketches cómicos, uno de ellos una parodia de la serie Tales of the Unexpected. En el reparto figuraban John Cleese, Rowan Atkinson, Beryl Reid, Paula Wilcox y Terry Jones. 
Cook también fue Ricardo III de Inglaterra en 1983 en "The Foretelling", el primer episodio de La víbora negra. En 1986 trabajó en el talk show de Joan Rivers en el Reino Unido. Fue Mr Jolly en 1987 en la entrega de The Comic Strip Presents Mr Jolly Lives Next Door. Otra de sus actuaciones tuvo lugar en la película The Princess Bride ese mismo año, encarnando al clérigo. Martin Lewis sugirió a Cook cooperar con Moore para participar en el evento caritativo "Comic Relief" en los Estados Unidos, con el fin de recaudar fondos para los sin techo. La pareja interpretó su sketch "One Leg Too Few". 
En 1988 Cook apareció como un concursante del show cómico de improvisación Whose Line Is It Anyway?. Cook fue declarado vencedor y su premio fue leer los créditos con el estilo de un taxista neoyorquino, un personaje interpretado por él en Peter Cook & Co.

### Resurgimiento
A finales de 1989 Cook se casó con la promotora inmobiliaria nacida en Malasia Chiew Lin Chong en Torbay, Inglaterra, y redujo su dependencia al alcohol, llegando a ser abstemio durante un tiempo. 
En 1990 Cook volvió como Sir Arthur Streeb-Greebling para una actuación junto a Ludovic Kennedy en A Life in Pieces.  
El 17 de diciembre de 1993 Cook interpretó cuatro personajes en el show Clive Anderson Talks Back. Al día siguiente intervino en BBC Two en material relacionado con la serie Arena. También actuó, el 26 de diciembre, en el especial navideño de 1993 de One Foot in the Grave. Menos de un año después, su madre fallecía, y Cook volvió a caer en el alcoholismo.

## Fallecimiento
Peter Cook falleció el 9 de enero de 1995, a causa de una hemorragia gastrointestinal secundaria a una severa hepatopatía, en la unidad de cuidados intensivos del Hospital Royal Free de Hampstead, Londres. Tenía 57 años de edad. Fue enterrado en el cementerio de la iglesia de St John-at-Hampstead, en Hampstead.

## Filmografía
- The Wrong Box (La caja de las sorpresas) (1966): Morris Finsbury
- Alicia en el país de las maravillas (1966): El sombrerero
- Bedazzled (1967): George Spiggott/El Diablo
- Sentencia para un dandy (1968): Prentiss
- Monte Carlo or Bust!  (estrenada en Estados Unidos como Those Daring Young Men in Their Jaunty Jalopies) (1969): May. Digby Dawlish
- The Bed-Sitting Room (1969): Inspector
- The Rise and Rise of Michael Rimmer (1970): Michael Rimmer
- The Adventures of Barry McKenzie (1972): Dominic
- Find the Lady (1976): Lewenhak
- The Hound of the Baskervilles (1978): Sherlock Holmes
- Derek and Clive Get the Horn (1979): Clive
- Yellowbeard (1983):  Lord Percy Lambourn
- Supergirl (1984): Nigel
- Whoops Apocalypse (1986): Sir Mortimer Chris
- The Princess Bride (1987): El clérigo
- Without A Clue (Sin pistas) (1988): Norman Greenhough
- Getting It Right (1989): Mr. Adrian
- Great Balls of Fire! (1989): First English Reporter
- Black Beauty (Un caballo llamado Furia) (1994): Lord Wexmire

Amnesty
- Pleasure at Her Majesty's (1976)
- The Mermaid Frolics (1977)
- The Secret Policeman's Ball
- The Secret Policeman's Private Parts (1981)
- The Best of Amnesty: Featuring the Stars of Monty Python (1999)

UK chart singles:-
- "The Ballad Of Spotty Muldoon" (1965)
- "Goodbye-ee" (1965) con Dudley Moore